# Bào tử hạ
Bào tử hạ hay bào tử mùa hè (tiếng Anh: urediniospore) là tế bào thành mỏng được hình thành từ túi bào tử hạ (uredinia), một giai đoạn của bệnh gỉ.

## Phát triển
Bào tử hạ phát triển trên cụm bào tử hạ, ở bề mặt dưới của lá.

## Hình thái
Bào tử hạ thường có nhân kép trong mỗi tế bào. Nó có màu nâu nhạt tương phản với bào tử đông màu nâu sẫm.